# Giacomo De Gregorio
Marchese Giacomo De Gregorio (Palermo, 1º giugno 1856 – Palermo, 6 luglio 1936) è stato un glottologo italiano.

## Biografia
Professore di dialettologia siciliana e storia comparata delle lingue classiche e neolatine all'Università di Palermo, dedicò studi e saggi alla linguistica, alla linguistica sud africana, a quella romanza e alla letteratura antica siciliana. 

## Opere
- Cenni di glottologia bantu, 1882 [2]
- Saggio di fonetica siciliana, 1890
- Il libro dei vizi e delle virtù, testo siciliano inedito del sec. XIV, 1893
- Per lo storia comparata delle letterature neolatine Clausen, Palermo 1893
- Glottologia, 1896
- Sopra una forma d'infinito attivo nelle lingue classiche, 1896.
- Sulla varia origine dei daialetti gallo-italici di Sicilia, con osservazione sui pedemontani e gli emiliani, in Archivio Storico Siciliano, XXII, 1897
- Ultima parola sulla varia origine del Sanfratellano, Nicosiano e Piazzese. in Romania. XVIII, 1899
- Ancora sulle cosiddette Colonie lombarde – Replica a Luigi Vasi, in Archivio Storico Siciliano, XXV, 1900